# Gelis inustus
Gelis inustus là một loài tò vò trong họ Ichneumonidae.